# 汪金恩
汪金恩（1456年—？），字天錫，浙江衢州府開化縣人，民籍，明朝政治人物。

## 生平
成化十九年（1483年）癸卯科浙江鄉試第十三名舉人。弘治三年（1490年）中式庚戌科會試第二百二十二名，三甲第一百七十三名進士。歷官刑部主事、工部都水司郎中，十八年管理龍江船廠，正德初升廣西桂林府知府，調鳳陽府，以考察勒令致仕

## 家族
曾祖汪以敬；祖父汪永壽；父汪餘慶，母翁氏。具慶下。